# 요미우리 TV 제작 토요일 밤 10시 드라마
요미우리 TV 제작 토요일 밤 10시 드라마는 닛폰 TV이 편성했다 연속 TV 드라마이다.

## 방송 작품
- 백억엔의 바보
- 악녀
- 뉴스의 녀석
- 예뻐지고 싶어
- 다실
- 그녀의 싫어하는 그녀
- 폭풍 속의 사랑처럼
- 거짓말이라도 좋으니까
- 마취